# 三百人委員会
三百人委員会（さんびゃくにんいいんかい、英語：Committee of 300）とはイギリスに本部を置く影の世界政府の最高上層部とされる組織で、陰謀論の間でたびたび言及される組織である。

## 存在説
批判的論者によると、三百人委員会はオリンピアンズ（オリュンポス十二神）とも呼ばれ、根本思想をイルミニズムや悪魔主義におくとしている。その超国家的組織は超選民主義の究極的な形態であり、その組織構成は、イルミナティと悪魔主義者を頂点にした巨大なピラミッドであるとする。この陰謀はイルミナティ他、様々な名称の団体によって遂行されていると言う。
批判的論者は、三百人委員会が掲げる綱領21ヶ条では、「悪魔王国の建設」、別名「悪魔の地球支配綱領」（世界人間牧場計画）を記しているとし、支配者（悪魔）と家畜（奴隷）のみが存在する社会として、世界が統一されることを目指している組織の計画であると主張している。
批判的論者によれば、三百人委員会は1727年にイギリス東インド会社の300人の会議をもとにして、英国貴族によって設立されたとし、フリーメイソンの第33階級が最高大総監に相当するとしている。また、元々は500人委員会だったとする説もある。この三百人委員会に関しては、ジョン・コールマン、ダニエル・エスチューリン、桐生操、赤間剛らが著述している。
日本では苫米地英人が、いまだ公にされていない世界的な委員会があって、自分は選ばれてその委員の1人になっていることを近しい人たちに語ったとされる。苫米地の話を聞いた証言者によれば、苫米地は「宇宙の巨大な衛星から常に見守られていて、自分に危害を及ぼそうとする者はレーザー光線で撃退される」と言っていたとのことである。

## 物語への登場
- 『MMR マガジンミステリー調査班』には三百人委員会が登場する（講談社『週刊少年マガジン』1995年3・4合併号（前編）5号（後編）、単行本未収録）。
- 科学アドベンチャーシリーズの第一弾『CHAOS;HEAD』、第二弾『Steins;Gate』、第三弾『Robotics;Notes』、第四弾『CHAOS;CHILD』にも三百人委員会が直接的には物語に絡まないものの、黒幕として登場する。
- 『生徒会の一存』シリーズの「生徒会の金蘭」でも、三百人委員会について少し触れられている。（「生徒会の金蘭」本編では、三百人ちょっきり委員会というパロディがメイン。）

## 関連文献
- 赤間剛『フリーメーソンと国際陰謀の極秘構図　仕組まれていた世界の歴史・政治・未来』廣済堂出版〈Kosaido books〉、1997年9月26日。ISBN 4-331-00784-7。
- ダニエル・エスチューリン『ビルダーバーグ倶楽部　世界を支配する陰のグローバル政府』山田郁夫 訳、バジリコ、2006年11月7日。ISBN 4-86238-032-8。 - 原タイトル：The real story of the bilderberg club。
- 菅沼光弘、ベンジャミン・フルフォード・飛鳥昭雄『［超アンダーグランド版］国家非常事態緊急会議　サバタイ派マフィア、300人委員会の脅しに屈するな!　日本人よ!こうして植民支配のくびきを断て!!』ヒカルランド〈超☆はらはら 019〉、2012年6月25日。ISBN 978-4-86471-032-9。
- 桐生操『秘密結社　世界を動かす「闇の権力」』中央公論新社〈中公新書ラクレ 255〉、2007年9月。ISBN 978-4-12-150255-1。
- ジョン・コールマン『三百人委員会　陰謀家たちの超権力構造 ついに暴かれた秘密世界政府の"極悪"正体!』歴史修正学会 訳、徳間書店、1994年4月。ISBN 4-19-860098-8。 - 原タイトル：Conspirators' hierarchy。
  - ジョン・コールマン『三百人委員会　陰謀家たちの権力構造　新世界秩序は人類奴隷化計画だった』島講一 訳、雷韻出版、1999年1月。ISBN 4-947737-03-4。 - 原タイトル：The conspirators' hierachy。
  - ジョン・コールマン『300人委員会　「世界人間牧場計画」の準備はととのった!!』太田龍 監訳、ベストセラーズ、1999年4月2日。ISBN 4-584-18397-X。 - 原タイトル：The conspirators' hierarchy。（4th ed.）
  - ジョン・コールマン『300人委員会』 上(支配される世界)、太田龍 監訳（新版）、成甲書房、2008年7月2日。ISBN 978-4-88086-229-3。 - 原タイトル：The conspirator's hierarchy。（new ed.rev.and updated）
  - ジョン・コールマン『300人委員会』 下(陰謀中枢の正体)、太田龍 監訳（新版）、成甲書房、2008年7月2日。ISBN 978-4-88086-230-9。 - 原タイトル：The conspirator's hierarchy。（new ed.rev.and updated）
- ジョン・コールマン『欺瞞の外交　続・300人委員会』太田龍 訳、雷韻出版、2000年3月。ISBN 4-947737-13-1。 - 原タイトル：Diplomacy by deception。
- ジョン・コールマン『300人委員会 凶事の予兆』太田龍 訳、成甲書房、2000年7月。ISBN 4-88086-106-5。 - 原タイトル：The coming disasters。
- ジョン・コールマン『300人委員会 バビロンの淫婦』太田龍 監訳、成甲書房、2001年5月。ISBN 4-88086-116-2。 - 原タイトル：Conspirators' hierarchy: the committee of 300。
- ジョン・コールマン『「300人委員会」ジョン・コールマン博士の迫る破局生き延びる道』太田龍 監訳、成甲書房、2001年12月。ISBN 4-88086-126-X。 - 原タイトル：World in review。
- ジョン・コールマン『9・11アメリカは巨大な嘘をついた　「300人委員会」ジョン・コールマン博士の』太田龍 監訳、成甲書房、2002年8月。ISBN 978-4-88086-135-7。 - 原タイトル：Our new world。
- ジョン・コールマン『ビヨンド・コンスピラシー　陰謀を超えて　最終段階に突入した「300人委員会」世界支配計画』太田龍 監訳、成甲書房、2009年9月12日。ISBN 978-4-88086-252-1。 - 原タイトル：Beyond the conspiracy。
- 週刊日本新聞 編著『米国同時多発テロの「謀略史観」解析　真犯人は国際イルミナティ三百人委員会だ!』三交社、2001年11月25日。ISBN 4-87919-580-4。